# Pyroppia lanceolata
Pyroppia lanceolata är en kvalsterart som beskrevs av Hammer 1955. Pyroppia lanceolata ingår i släktet Pyroppia och familjen Ceratoppiidae. Inga underarter finns listade i Catalogue of Life.